# Deutsche Skimeisterschaften
Die Deutschen Skimeisterschaften wurden von 1900 bis 1944 ausgetragen. Bis 1904 kam die deutsche Meisterschaft im Skilanglauf und Sprunglauf zur Vergabe, danach wurde bis 1936 einzig um den Titel „Deutscher Skimeister“ gekämpft, der dem Gewinner in der Nordischen Kombination zufiel. Von 1937 bis 1944 gab es die beiden deutschen Meistertitel im Laufen und Springen (Nordische Kombination) und im Fahren (Alpine Kombination). Ab 1927 kam zusätzlich als Mannschaftskonkurrenz die deutsche Staffelmeisterschaft zur Austragung, 1937 folgte der Meistertitel im Dauerlauf, bevor ab 1938 Deutsche Meistertitel in sämtlichen Einzeldisziplinen vergeben wurden.

## Kurze Geschichte
Die deutschen Skimeisterschaften entwickelten sich aus den bereits seit 1896 vom Skiclub Schwarzwald durchgeführten Feldbergrennen. Auf seiner fünften Hauptversammlung am 5. Dezember 1899 beschloss der Hauptvorstand des Ski Clubs auf Antrag der Ortsgruppe Freiburg für das Jahr 1900 die Einführung eines internationalen Wettlaufes um die Meisterschaft von Deutschland über eine Länge von etwa 30 Kilometer. Premierensieger wurde der in Deutschland studierende Norweger Bjarne Nielsen. Bis 1904 wurden fortan jeweils deutsche Meisterschaften im Sprung- und Langlauf ausgeschrieben, erst ab 1905 wurde der Gewinner der auch international als Königsdisziplin geltenden Nordischen Kombination (damals noch zusammengesetzter Lauf genannt) als Deutscher Skimeister geehrt.
Die Meisterschaftswürde für 1906 wurde nicht vergeben, da der in Betracht kommende Kandidat, der Gewinner des internationalen Meisterschaftslaufes, Rudolf Biehler, „die für den internationalen Skisprung verlangten Bedingungen nicht vollständig erfüllen konnte“. Im selben Jahr übergab der SC Schwarzwald die Patronanz über die deutschen Titelkämpfe an den ein Jahr zuvor gegründeten Deutschen Skiverband. Dieser betraute mit seinem ersten Hauptverbandswettlauf den Schneeschuhklub „Windsbraut“ im schlesischen Schreiberhau. Trotz des Austragungstermins am 29. und 30. Dezember 1906 wurden diese Skimeisterschaften bereits für das Jahr 1907 ausgeschrieben.
Die ersten deutschen Titelträger waren die aus der Schwarzwaldregion stammenden Henry Hoek (Skilanglauf 1902), Karl Gruber (Sprunglauf 1904), Alfred Walter (Nordische Kombination 1905) sowie H. Balke aus Schlettstadt (Skilanglauf 1904).
An den deutschen Skimeisterschaften nahmen von Beginn an, zumeist erfolgreich, Skisportler aus Norwegen und Österreich sowie nach dem Ersten Weltkrieg die Wintersportler des deutschböhmischen Skiverbandes HDW und des Schweizerischen Skiverbandes teil. Insgesamt fielen bis 1944 zwölf nordische und ein alpiner Meistertitel an norwegische Skisportler, zwei nordische und ein alpiner Titel an Österreicher und drei nordische Titel an die deutschböhmischen Vertreter aus der damaligen Tschechoslowakei.
Günther Meergans schaffte es 1938 als erster Sportler seinen Titel zu verteidigen. In den Jahren von 1939 bis 1941 blieb Gustl Berauer dreimal in Folge siegreich. Zuvor kam keine Titelverteidigung zustande, auch Gustl Müller aus Bayrischzell, der dreimal den deutschen Meistertitel für sich beanspruchen konnte, ließ immer ein Jahr dazwischen aus.
1927 wurden die deutschen Staffelmeisterschaften eingeführt, die erst mit fünf, später mit vier Mann bestritten wurden. Von einer Initiative des deutschen Skiverbandes ausgehend kam es 1933 in Innsbruck auch erstmals zur Austragung der 4-mal-10-Kilometer-Staffel im Rahmen der Nordischen Skiweltmeisterschaften.
Rekordsieger wurde der Bayerische Skiverband, der bis auf drei Ausnahmen alle Titel erringen konnte. 1927 wurde der Meisterschaftstitel nach einer ex-aequo-Entscheidung zwischen den Bayern und dem Hauptverband der deutschen Wintersportvereine in der Tschechoslowakei (HDW) nicht vergeben, 1938 siegten die Vertreter des Vogtlandes und 1941 jene aus der Ostmark (Österreich), deren Staffelmitglieder ausnahmslos dem Skiklub Innsbruck angehörende, ehemals für Italien startende Südtiroler waren.
Im Jahr 1934 wurden erstmals offiziell Meistertitel für Männer und Frauen in den alpinen Wettbewerben vergeben. Den ersten Titel bei den Männern sicherte sich der zu diesem Zeitpunkt noch für Österreich startende Innsbrucker Hellmut Lantschner. Im Jahr darauf ging der Meistertitel an den in Deutschland lebenden norwegischen Allroundsportler Randmod Sörensen. Die meisten Erfolge bei den Herren verbuchten ab 1938 die für Deutschland startenden ehemaligen Österreicher, während bei den Frauen die Freiburgerin Christl Cranz zur Seriensiegerin wurde.
1937 wurde erstmals ein deutscher Meistertitel im Dauerlauf über 50 Kilometer vergeben, bereits ein Jahr darauf gab es offizielle deutsche Meistertitel in allen nordischen und alpinen Einzeldisziplinen, wobei der Titel des Deutschen Skimeisters (nordisch wie alpin) noch bis 1944 dem jeweiligen Kombinationssieger zukam und wertmäßig über jenen der Einzeldisziplinen stand.
1942 und 1943 fanden aufgrund des Kriegsverlaufes keine Meisterschaften mehr statt, einzig 1944 wurde nochmals versucht deutsche Kriegsmeisterschaften abzuhalten. Während die im Arlberggebiet abgehaltenen alpinen Wettbewerbe problemlos ausgeführt werden konnten, musste bei den nordischen Meisterschaften in Altenberg der Sprunglauf und somit die Nordische Kombination nach mehreren Versuchen ersatzlos gestrichen werden.
Ihre Nachfolger fand die Deutsche Skimeisterschaft nach dem Zweiten Weltkrieg in den seit 1949 nunmehr definitiv getrennt ausgetragenen nordischen und alpinen deutschen Skimeisterschaften. Der Titel eines Deutschen Skimeisters wird nicht mehr vergeben, anstelle dessen werden Meistertitel in allen Einzeldisziplinen geführt.

## Nordische Wettbewerbe

### Einzelmeisterschaften
| Jahr      | Austragungsort(e)        | Nordische Kombination        | Sprunglauf             | Skilanglauf            | Dauerlauf        |
| --------- | ------------------------ | ---------------------------- | ---------------------- | ---------------------- | ---------------- |
| 1900      | Feldberg                 | –                            | –                      | Bjarne Nilsen NOR      | –                |
| 1901      | Feldberg                 | –                            | Bjarne Nilsen NOR      | Henry Hoek             | –                |
| 1902      | Feldberg                 | –                            | Thorleif Bache NOR     | Thorleif Bache NOR     | –                |
| 1903      | Feldberg                 | –                            | Thorvald Heyerdahl NOR | Thorvald Heyerdahl NOR | –                |
| 1904      | Feldberg                 | –                            | Karl Gruber            | H. Balke               | –                |
| 1905      | Feldberg                 | Alfred Walter                | –                      | –                      | –                |
| 1906      | Titel nicht vergeben     | –                            | –                      | –                      | –                |
| 1907      | Schreiberhau             | Johann Hollmann AUT          | –                      | –                      |                  |
| 1908      | Kohlgrub                 | Bruno Biehler                | –                      | –                      |                  |
| 1909      | Braunlage                | Rudolf Biehler               | –                      | –                      |                  |
| 1910      | Feldberg                 | Svein Trönnes NOR            | –                      | –                      |                  |
| 1911      | Oberwiesenthal           | Karl Böhm-Hennes             | –                      | –                      |                  |
| 1912      | Immenstadt               | Sverre Østbye NOR            | –                      | –                      |                  |
| 1913      | Oberhof                  | Lauritz Bergendahl NOR       | –                      | –                      |                  |
| 1914      | Garmisch-Partenkirchen   | Hans Gunnestad NOR           | –                      | –                      |                  |
| 1915–1919 | nicht ausgetragen        | –                            | –                      |                        |                  |
| 1920      | Feldberg                 | Hans von der Planitz         | –                      | –                      | –                |
| 1921      | Oberstaufen              | Adolf Berger TCH (HDW)       | –                      | –                      | –                |
| 1922      | Krummhübel               | Vinzenz Buchberger TCH (HDW) | –                      | –                      | –                |
| 1923      | Braunlage                | Josef Adolf TCH (HDW)        | –                      | –                      | –                |
| 1924      | Isny                     | Max Kröckel                  | –                      | –                      | –                |
| 1925      | Kitzbühel                | Kurt Endler                  | –                      | –                      | –                |
| 1926      | St. Anton                | Martin Neuner                | –                      | –                      | –                |
| 1927      | Garmisch-Partenkirchen   | Gustav Müller                | –                      | –                      | –                |
| 1928      | Feldberg                 | Hans Vinjarengen NOR         | –                      | –                      | –                |
| 1929      | Klingenthal              | Gustav Müller                | –                      | –                      | –                |
| 1930      | Oberstdorf               | Erich Recknagel              | –                      | –                      | –                |
| 1931      | Lauscha-Ernstthal        | Gustav Müller                | –                      | –                      | –                |
| 1932      | Schreiberhau             | Rudolph Matt AUT             | –                      | –                      | –                |
| 1933      | Freudenstadt-Baiersbronn | Max Fischer                  | –                      | –                      | –                |
| 1934      | Berchtesgaden            | Alfred Stoll                 | –                      | –                      | –                |
| 1935      | Garmisch-Partenkirchen   | Sigurd Røen NOR              | –                      | –                      | –                |
| 1936      | Oberstdorf               | Wilhelm Bogner               | –                      | –                      | –                |
| 1937      | Altenberg                | Günther Meergans             | –                      | –                      | Herbert Leupold  |
| 1938      | Neustadt/Feldberg        | Günther Meergans             | Franz Haslberger       | Wilhelm Bogner         | Hermann Schertel |
| 1939      | Oberhof                  | Gustav Berauer               | Josef Bradl            | Albert Burk            | Herbert Leupold  |
| 1940      | Ruhpolding               | Gustav Berauer               | Hans Wein              | Gustav Berauer         | n. a.            |
| 1941      | Spindlermühle            | Gustav Berauer               | Josef Bradl            | Gustav Berauer         | Hans Leonhardt   |
| 1942–1943 | nicht ausgetragen        | –                            | –                      |                        |                  |
| 1944      | Altenberg                | (abgesagt)                   | (abgesagt)             | Vinzenz Demetz         | Vinzenz Demetz   |
| 1945      | nicht ausgetragen        | –                            | –                      |                        |                  |

### Staffel-Meisterschaften
| Jahr      | Austragungsort         | Mannschaft                          | Teilnehmer                                                                   |
| --------- | ---------------------- | ----------------------------------- | ---------------------------------------------------------------------------- |
| 1927      | Garmisch-Partenkirchen | Gau Bayern (Bayerischer Skiverband) | Viktor Schneider – Ernst Huber – Hans Bauer – Gustav Müller – Hans Theato    |
| 1928      | Feldberg               | Gau Bayern                          | Hans Bauer – Fritz Pellkofer – Ernst Krebs – Georg Hagn – Franz Steinhauser  |
| 1929      | Klingenthal            | nicht vergeben                      | Totes Rennen zwischen Bayern und HDW                                         |
| 1930      | Oberstdorf             | Gau Bayern                          | Leiner – Ernst Krebs – Georg Hagn – Martin Neuner – Gustav Müller            |
| 1931      | Lauscha-Ernstthal      | Gau Bayern                          | Gustav Müller – Wilhelm Bogner – Ernst Krebs – Georg Hagn – Josef Ponn       |
| 1932      | Schreiberhau           | Gau Bayern                          | Wilhelm Bogner – Ernst Krebs – Walter Motz – Hans Darchinger – Gustav Müller |
| 1933      | Freudenstadt           | Gau Bayern                          | Josef Ponn – Wilhelm Bogner – Friedl Däuber – Walter Motz – Georg Hagn       |
| 1934      | Berchtesgaden          | Gau Bayern                          | Franz Reiser – Anton Zeller – Walter Motz – Wilhelm Bogner                   |
| 1935      | Garmisch-Partenkirchen | Kreis Allgäu                        | Witzigmann – Heinle – Schneider – Wagner – Kaspar Schwarz                    |
| 1936      | Oberstdorf             | Gau Bayern                          | Anton Zeller – von Kaufmann – Friedl Däuber – Walter Motz                    |
| 1937      | Altenberg              | Skiclub Ruhpolding                  | Josef Schreiner – Hans Speckbacher – Adam Speckbacher – Anton Zeller         |
| 1938      | Feldberg               | Vogtland                            | Müller – Otto Warg – Walter Glaß II – Hunger                                 |
| 1939      | Oberhof                | SS-SG München                       | Ernst Haberle – Pesentheiner – Seeweg – Wilhelm Bogner                       |
| 1940      | nicht ausgetragen      | –                                   | –                                                                            |
| 1941      | Spindlermühle          | Ostmark                             | Hermann Azzolini – Gottfried Baur – Hans Kasebacher – Vinzenz Demetz         |
| 1942–1945 | nicht ausgetragen      | –                                   | –                                                                            |

## Alpine Wettbewerbe
| Jahr      | Austragungsort(e)      | Alpine Kombination Männer | Abfahrt Männer     | Slalom Männer      | Alpine Kombination Frauen | Abfahrt Frauen                         | Slalom Frauen     |
| --------- | ---------------------- | ------------------------- | ------------------ | ------------------ | ------------------------- | -------------------------------------- | ----------------- |
| 1934      | Berchtesgaden          | Hellmut Lantschner AUT    | –                  | –                  | Christl Cranz             |                                        |                   |
| 1935      | Garmisch-Partenkirchen | Randmod Sörensen NOR      | –                  | –                  | Christl Cranz             |                                        |                   |
| 1936      | Oberstdorf             | Franz Pfnür               | –                  | –                  | Christl Cranz             |                                        |                   |
| 1937      | Rottach-Egern          | Rudolf Cranz              | –                  | –                  | Christl Cranz             |                                        |                   |
| 1938      | Feldberg               | Hellmut Lantschner        | Hellmut Lantschner | Hellmut Lantschner | Christl Cranz             | Christl Cranz                          | Christl Cranz     |
| 1939      | Kitzbühel              | Wilhelm Walch             | Wilhelm Walch      | Rudolf Cranz       | Christl Cranz             | Christl Cranz                          | Christl Cranz     |
| 1940      | Ruhpolding             | Josef Jennewein           | Josef Jennewein    | Josef Jennewein    | Christl Cranz             | Christl Cranz                          | Christl Cranz     |
| 1941      | ?                      | Rudolf Cranz              | Albert Pfeiffer    | Rudolf Cranz       | Christl Cranz             | Hilde Doleschell und Rosemarie Proxauf | Christl Cranz     |
| 1942–1943 | nicht ausgetragen      | –                         | –                  | –                  | –                         | –                                      | –                 |
| 1944      | Arlberg                | Engelbert Haider          | Hans Nogler        | Engelbert Haider   | Annemarie Fischer         | Annemarie Fischer                      | Annemarie Fischer |
| 1945      | nicht ausgetragen      | –                         | –                  |                    |                           |                                        |                   |